# Mi gato Angus, el primer morreo y el plasta de mi padre
Mi gato Angus, el primer morreo y el plasta de mi padre (título original en inglés: Angus, Thongs and Full-Frontal Snogging) es el primer libro de la serie de Los diarios de Georgia Nicolson, escrito por la autora británica Louise Rennison. El libro se publicó en junio de 1999 en Reino Unido y en julio de 2001 en España.

## Argumento
La historia relata la vida de Georgia Nicolson a través de su diario. La protagonista reside en Inglaterra junto a su familia (Connie, su madre; Bob, su padre; Libby su hermana menor; y su gato Angus) y se enamora de un chico llamado Robbie, al que ella llama el Dios Sexy. Toma clases para aprender a besar con Peter Dyer, un supuesto experto en el tema, Georgia finalmente consigue ganarse a Robbie, pero no todo va según lo previsto.

## Adaptación cinematográfica
A principios de 2007 la adaptación al cine de la novela entró en preproducción. Está basada en las dos primeras novelas de Los diarios de Georgia Nicolson: Mi gato Angus, el primer morreo y el plasta de mi padre y Faldas cortas o piernas largas. Fue dirigida por Gurinder Chadha, y se estrenó el 25 de julio de 2008 en Reino Unido y en España el 10 de julio de 2009.